# روز تسویه‌حساب
روز تسویه‌حساب (انگلیسی: Day of Reckoning) یک فیلم اکشن و دلهره‌آور آمریکایی در سبک وسترن محصول سال ۲۰۲۵ به کارگردانی شان سیلوا است. داستان این فیلم دربارهٔ کلانتری مبارزی است که با یک مارشال سرسخت آمریکایی متحد می‌شود تا یک زن یاغی حیله‌گر را بازداشت کند، با افزایش تنش‌ها، آنها باید با یک باند نزدیک به رهبری شوهر خشن زندانی روبرو شوند و...

## بازیگران
- بیلی زین در نقش بوچ هیدن، مارشال ایالات متحده
- زک روئریگ در نقش جان دورسی، یک کلانتر
- اسکات ادکینز در نقش کایل راسک
- علی افشار
- تریس ادکینز
- کارا جید مایرز

## ساخت
فیلمبرداری در دسامبر ۲۰۲۴ در آتلانتا آغاز شد.

## بازخوردها
الکس زی جانسون از وکال مدیا به فیلم چهار ستاره از پنج ستاره داد و نوشت: «روز حساب فیلمی هیجان‌انگیز و پر اکشن است که با پایه‌گذاری داستانش در خطرات احساسی واقعی، از انتظارات ژانر معمولی فراتر می‌رود».